# Oberbüren
Oberbüren – miejscowość i gmina w Szwajcarii, w kantonie St. Gallen, w okręgu Wil. Leży nad rzeką Thur. 

## Demografia
W Oberbüren mieszka 4 538 osób. W 2021 roku 12,3% populacji gminy stanowiły osoby urodzone poza Szwajcarią.  

## Transport
Przez teren gminy przebiegają autostrada A1 oraz drogi główne nr 7 i nr 444.